# Pribislav-Henrik
Pribislav av Brandenburg, även kallad Pribislav-Henrik (tyska: Pribislaw-Heinrich, polska: Przybysław Henryk), född omkring 1075, död 1150 i Brandenburg an der Havel, var den siste slaviske fursten över Havelland och Zauche, och regerade över hevellerna från 1127 till sin död.

## Biografi

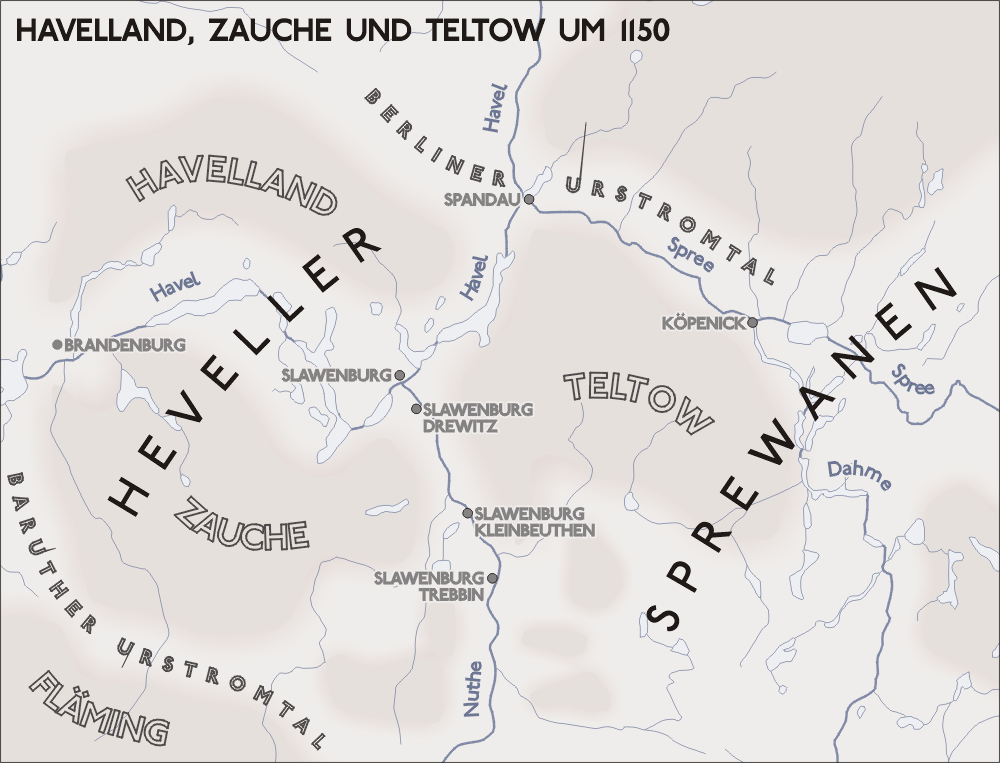
Sprevanernas och hevellernas furstendömen omkring år 1150. Dagens Berlin grundades först senare och ligger idag mellan Spandau och Köpenick på kartan.

Pribislav var yngre bror till Meinfried som var hans företrädare som furste över hevellerna. Både Meinfried, Pribislav och Pribislavs hustru Petrissa var kristna. Mellan år 1123 och 1125 allierade sig Pribislav med den sachsiske markgreven Albrekt Björnen, som regerade de tyska områdena omedelbart väster om Pribislavs territorium. 
Pribislav efterträdde 1127 sin äldre bror Meinfried, efter att brodern mördats, möjligen genom Pribislav och Albrekt Björnens inblandning. Pribislav ingick ett arvsavtal med Albrekt Björnen som föreskrev att Brandenburg skulle ärvas av Albrekt Björnen då Pribislav själv saknade arvingar. Dessutom skänkte han i egenskap av gudfar landskapet Zauche som gåva till Albrekts son Otto.
Enligt Heinrich av Antwerpen lät Pribislav grunda ett kloster tillhörande Premonstratensorden i Brandenburg an der Havel, vars klosterkyrka idag är S:t Gotthardtkyrkan. Pribislav avled vid hög ålder 1150 och efterträddes av Albrekt Björnen som furste över Brandenburg. Dennes ställning kom dock att utmanas av sprevanernas furste Jaxa av Köpenick, som intog borgen Brandenburg, och först 1157 avgjordes maktkampen om Brandenburg och Havelland slutligen till Albrekt Björnens fördel. Från detta år kallade sig Albrekt Björnen markgreve av Brandenburg.